# Les Rivières pourpres (série télévisée)
Pour les articles homonymes, voir Les Rivières pourpres.
Les Rivières pourpres est une série télévisée de thriller policier franco-belgo-allemande créée par Jean-Christophe Grangé et diffusée en Suisse romande depuis le 6 septembre 2018 sur RTS Un. Il s’agit de la suite du roman du même nom de Jean-Christophe Grangé, après une précédente adaptation au cinéma : Les Rivières pourpres.
En Belgique et en France, elle est diffusée depuis le 26 novembre 2018 sur La Une et France 2, en Allemagne depuis le 5 novembre 2018 sur ZDF.
Le 17 octobre 2022, Olivier Marchal annonce son départ de la série après la quatrième saison. À la suite de son départ et à des chiffres d'audiences moyens, la série est annulée le 22 juin, après 4 saisons.

## Synopsis
À la suite des événements survenus à Guernon, le commissaire Pierre Niemans (Olivier Marchal) est muté à la tête de l’Office central contre les crimes de sang (OCCS). Il fait équipe avec une ancienne et meilleure élève Camille Delaunay (Erika Sainte). Le commissaire la considère comme sa fille. Ensemble ils vont résoudre les enquêtes les plus difficiles.

## Distribution

### Acteurs principaux
- Olivier Marchal : le commissaire Pierre Niemans (saisons 1 à 4)
- Erika Sainte : la lieutenant Camille Delaunay (saisons 1 à 4)

### Acteurs secondaires

#### Première saison
- Ken Duken : Nikolas Kleinert
- Patrick Descamps : Philipp Schüller
- Idwig Stephane : Frantz von Geyersberg
- Michelangelo Marchese : Karl Bruch
- Jean-Michel Vovk : Wunderlich
- Daniel Njo Lobé : Thierry Chauveron
- Vincent Londez : Lieutenant colonel Kirsh
- Thierry Janssen : Joseph Raynaud
- Stéphan Wojtowicz : Eric Castinet
- Patrick Ridremont : Beaucarne
- Philippe Résimont : Archiprêtre recteur Koynski
- Jo Prestia : Mathussenne
- John Dobrynine : Marc Meyer
- Christophe Lambert : Le technicien en identification criminelle
- Françoise Oriane : Bonne sœur
- Pierre Laplace : Mariotte
- Jean-Luc Couchard : Nicolas Durero
- Karim Barras : Michel Lagorce
- Fabrice Adde : Gardien du cimetière
- Philippe Grand'Henry : Monsieur Gastaigne
- Jean-Michel Balthazar : Monsieur Coudray
- Adeline Dieudonné : Médecin
- Kelyan Kezbari : Enfant Frêle
- Lubna Azabal : Sabrina Harel
- François Levantal : Anselme
- Patrick Catalifo : Médecin légiste
- Steve Driesen : Philippe Gaillard
- Stéphane Bissot : Epouse du maire
- Alain Leempoel : Maire
- Laurent Van Wetter : Gendarme
- David Leclercq :

Le médecin légiste 
- Nora von Waldstätten : Laura von Geyersberg
- Julien Jakout : Majordome de Laura von Geyersberg
- Edwin Gillet: Le Planton

#### Deuxième saison
- Gérald Laroche : Charlier
- Claude Perron : Caroline de Montferville
- Christiane Paul : Madame Vialle
- Isabelle de Hertogh :  Marie-Pierre
- Élodie Hesme : Moreno
- Isaka Sawadogo : le professeur
- Georges Siatidis : le procureur
- Işıl Bengi : Diwan
- Pierre Gommé : Yannis
- Jean-Mathias Pondant : Nicolaou jeune
- Audran Cattin : Herminien/Leo
- Aloïs Menu : Directeur de l’hôtel
- Marc Riso : Courroyer

#### Troisième saison
- Bastien Bouillon : Werner/Jules Malarte
- Jeanne Rosa : Capitaine Lebel
- Florence Müller : Nanou
- Patrick Catalifo : Canto
- Thomas Durand : Eric Annequin
- François Creton : Jean-Pierre Levant
- Maxime Bailleul : Jérôme Savarolle
- Lizzie Brocheré : Audrey
- Victor Polster : Claude
- Ken Duken : Kleinert
- Philippe Duclos : Directeur Levrard
- Arben Bajraktaraj : Marek Voisnic
- Natalia Dontcheva : Vera Leroy
- Stephan Wojtowicz : Franck Dumont
- Doudou Masta : Aydin "le Roi Soleil"

#### Quatrième saison
- Baptiste Sornin : Michaël
- Hubert Delattre : Eric
- Benjamin Georjon : Christian
- Diane Dassigny : Emma
- Francesco Mormino : Jacques
- Cathy Grosjean : Nathalie
- Anaël Snoek : Le Docteur Klein
- Olivia Carrère : Elise
- Luc Brumagne : L'épicier
- Hassiba Halabi : Martine
- Serge Swysen : Monsieur Doucet
- Colette Sodoyez : Madame Doucet
- Jacky Druaux : Monsieur Garal
- Caroline Bouchoms : Charline
- Martin Verset : Colin (10 ans)
- Emile Altenloh : Lucas
- Brigitte Louveaux : villageoise
- Jean-Philippe Lejeune : prêtre
- Julie Maes : journaliste
- Cyrielle Debreuil : Ariane
- Claude Musungayi : Becker
- Grégoire Oestermann : Josserand
- Jérémy Gillet : Mathias
- Ayumi Roux : Zoé
- Marc Nasrallah : Alban
- Melvine Batakafua : Paul
- Esther Aflalo : cheffe infirmière
- Alice D'Hauwe : vendeuse
- Jean-Paul Landresse : vendeur a la retraite
- Kamel Isker : Patrick Dauphin
- Nadia Kaci : Sauvaire
- Nicolas Cazalé : Cernac
- Arthur Igual : Giacomo
- Francis Renaud : Nicolas Leroy
- Charley Fouquet : Sylvie Guérin
- Heza Botto : Malglaive
- Julie Moulier : Raph
- Mathieu Perotto : Gourmelin
- Frédéric Kneip : Docteur Herbin
- Arthur Rosas : Boissière
- Sandy Afiuni : Chloé Destienne
- Benjamin Jaouen : Capitaine Tesson
- Thierry Levaret : Fresnay
- Moussa Maaskri : Montfort
- Marie Kauffmann : Chloé
- Sigrid Bouaziz : Eva
- Jean-Michel Lahmi : Sylvain Maune
- Louis-Do de Lencquesaing : Vincent Guerin
- Jean-Louis Loca : Nicolas Merck
- Elise Del Aneho : Maud Zeme
- Florence Thomassin : Nicole
- Christine Urspruch : Dominik
- Grégoire Mesplomb : Martin
- Michaël Assié : Mathieu Malvel
- Sophie Kang : physio
- Gwendal Le Bouedec : jeune homme 1
- Olivier Lanchy : jeune homme 2
- Jeff Bigot : gendarme 1
- Yadicone Bassene : technicienne PTS et légiste
- Julien Ellenrieder : Commissaire Henri Varène
- Edwin Gillet : acolyte battue

## Production

### Développement
En décembre 2015, on annonce l’adaptation du roman Les Rivières pourpres de Jean-Christophe Grangé en série télévisée projetée par EuropaCorp avec la société de production allemande Maze Pictures en tant que coproductrice,. En 2005, TF1 envisageait déjà une adaptation en série sans y donner suite.
Le 22 juin 2023, la série est annulée à la suite du départ d'Olivier Marchal et aux chiffres d'audience décevant de la dernière saison après 4 saisons.

### Attribution des rôles
En juillet 2017, Olivier Marchal est invité à interpréter le personnage du commissaire Pierre Niemans. L’auteur Jean-Christophe Grangé voulait, à l’origine, Jean Reno dans cette série, mais « tout le monde a considéré qu'il était trop âgé pour le rôle » ainsi qu'il l'a expliqué dans une interview, en novembre 2018.
L’actrice Erika Sainte est choisie par l’auteur pour le rôle du lieutenant Camille Delaunay, après l’avoir repérée dans la série Baron noir (2016).

### Tournage

#### Saison 1
Le tournage débute en novembre 2017 en Province de Namur, du Brabant wallon et à Bruxelles, en Belgique. Le site religieux visible dans de nombreuses scènes est l'ancienne Abbaye de Marche-les-Dames.
Les épisodes Le Jour des cendres ont partiellement été tournés dans la ville de Tournai (notamment sur le parvis de la cathédrale) et dans le Hainaut. La gare de Liège-Guillemins apparaît au début de l'épisode. La chapelle est l'ermitage de Saint-Thibaut, qui se trouve à Marcourt, dans la province du Luxembourg.
La Croisade des enfants fut tourné en partie dans la région de Charleroi. Le Collège du Christ-Roi à Ottignies sert de décors pour l'Institut Saint Vincent.
La Province de Namur sert de décors pour les épisodes La dernière chasse: le Château Bayard (à Eghezée) ainsi qu'une villa moderniste de 1927, dans un parc arboré de 4ha à Blaimont (à Hastière), situé à quelques kilomètres de la frontière française et de Dinant.
Dans les épisodes 7 et 8 Leçons des ténèbres, certaines scènes ont été tournées à l'hôtel "Les trois 3 clés" à Gembloux. L'immeuble CBR à Watermael-Boitsfort, un édifice remarquable de l'architecte belge Constantin Brodzki, inauguré au début des années ’70, fut sélectionné pour les scènes du commissariat.

#### Saison 2
Le tournage des épisodes Innocentes de la deuxième saison, s'est déroulé en Haute-Savoie en partie au château des Avenières à Cruseilles, ainsi qu'à Sainte-Croix-en-Jarez et dans les bois de Vézelin-sur-Loire, dans la Loire.

#### Saison 3
Le tournage des épisodes Lune noire de la troisième saison s'est déroulé en Picardie en partie à Ault-Onival, les falaises, l’esplanade sous la tempête, l’ancienne usine de serrurerie Derloche-Cantevelle transformée en gendarmerie, et principalement à Hesdin – Pas-de-Calais dans la villa Debruyne, aussi appelée « château Dalle », léguée en 2016 avec son parc de 7 000 m2 à la commune d’Hesdin.
Pour les épisodes XXY, le tournage s'est déroulé  à Vresse-sur-Semois, en Belgique, en août 2020.

#### Saison 4
Le tournage des deux premiers épisodes Kovenkore a commencé le 16 février 2022 pour une durée de 45 jours en Belgique dans la Province de Namur notamment à Viroinval, au cimetière d'Olloy-sur-Viroin,,.
Le tournage des deux épisodes suivants s'est déroulé du 25 avril 2022 au 26 mai 2022 en Aquitaine, notamment autour du Bassin d'Arcachon.
Le tournage des cinquième et sixième épisodes a eu lieu du 30 mai 2022 au 28 juin 2022 en Gironde, notamment à Bordeaux.

### Fiche technique
Sauf indication contraire, les informations mentionnées dans cette section peuvent être confirmées par la base de données cinématographiques IMDb,  présente dans la section « Liens externes ».
- Titre original : Les Rivières pourpres
- Titre allemand : Die purpurnen Flüsse
- Création : Jean-Christophe Grangé
- Casting : Olivier Marchal et Erika Sainte
- Réalisation : Ivan Fegyveres, Olivier Barma, Julius Berg et David Morley
- Décors : Luc Noel et Perrine Rulens
- Costumes : Sylvie Néant, Christophe Pidre et Florence Scholtes
- Photographie : Bruno Degrave, Denis Rouden et Serge Dell'Amico
- Montage : Jean-Daniel Fernandez-Qundez, Ain Varet et Joël Jacovella
- Musique : David Reyes
- Production : Sabine Barthélémy

Coproduction : Bastien Sirodot, Nadia Khamlichi et Adrian Politowski
Production déléguée : Thomas Anargyros
- Sociétés de production : Storia Télévision ; Maze Pictures et Umedia (coproductions)
- Sociétés de distribution : France 2 (France) ; RTS Un (Suisse romande), ZDF (Allemagne)
- Pays d’origine :  France /  Belgique /  Allemagne
- Langue originale : français
- Format : couleur
- Genre : thriller policier
- Durée : 8 × 45-49 minutes (France) ; 4 × 90 minutes (Allemagne)
- Date de diffusion :
  - Suisse romande : 6 septembre 2018 sur RTS Un
  - Allemagne : 5 novembre 2018 sur ZDF
  - Belgique, France : 26 novembre 2018 sur France 2

## Épisodes
La durée des épisodes aurait normalement dû être de 90 minutes, comme par exemple Alex Hugo, Cassandre, Le crime lui va si bien... Mais ils sont artificiellement scindés en deux dans le but de pouvoir insérer des messages publicitaires entre les deux, les coupures publicitaires étant interdites sur les chaines du service public.

### Première saison (2018)
1. La Dernière Chasse, 1re partie
2. La Dernière Chasse, 2e partie
3. Le Jour des cendres, 1re partie
4. Le Jour des cendres, 2e partie
5. La Croisade des enfants, 1re partie
6. La Croisade des enfants, 2e partie
7. Leçons de ténèbres, 1re partie
8. Leçons de ténèbres, 2e partie

### Deuxième saison (2020)
Une deuxième saison est annoncée le 17 décembre 2018. Elle est diffusée sur quatre soirées, en janvier 2020.
1. Furta sacra, 1re partie
2. Furta sacra, 2e partie
3. Kenbaltyu, 1re partie
4. Kenbaltyu, 2e partie
5. La lignée de verre, 1re partie
6. La lignée de verre, 2e partie
7. Innocentes, 1re partie
8. Innocentes, 2e partie

### Troisième saison (2021)
1. XXY, 1re partie
2. XXY, 2e partie
3. Jugement Dernier, 1re partie
4. Jugement Dernier, 2e partie
5. Lune Noire, 1re partie
6. Lune Noire, 2e partie
7. Rédemption , 1re partie
8. Rédemption, 2e partie

### Quatrième saison (2022)
1. Kovenkore, 1re partie
2. Kovenkore, 2e partie
3. Anima obscura, 1re partie
4. Anima obscura, 2e partie
5. La Dernière Vague, 1re partie
6. La Dernière Vague, 2e partie
7. La Scène, 1re partie
8. La Scène, 2e partie

## Univers de la série

### Personnages
- Pierre Niemans : 55 ans. Pragmatique, efficace, direct. Le commissaire Pierre Niemans est une légende de la police française et ce, malgré certaines tensions avec sa hiérarchie et son respect parfois douteux du protocole. Sans femme ni enfant, Niemans se donne corps et âme dans ses enquêtes et ne lâche jamais rien, repoussant toujours ses propres limites. Mais sous ses airs de flic rigide se cache un homme généreux, profondément bon, qui a passé sa vie à traquer le versant maléfique de l’homme…
- Camille Delaunay : 32 ans, elle est l’homologue féminin de Niemans, la fille qu’il n’a jamais eue, elle est lieutenant, meilleure élève de Niemans à l’école de police, elle recroise la route de celui-ci lors d’une enquête qui scellera un tandem d’élite. Sous ses airs de femme pleine d’énergie se cache une flic méticuleuse et féroce. L’amour et l’admiration qu’elle porte à Niemans font d’elle une alliée dévouée, qui n’hésite pas à risquer sa vie pour celui qui lui a tout appris.

## Accueil

### Audiences
| Saison | (no) | Titre                   | Date de diffusion | Téléspectateurs | Part d'audience | Classement | Référence |
| ------ | ---- | ----------------------- | ----------------- | --------------- | --------------- | ---------- | --------- |
| 1      | 1    | La Dernière Chasse      | 26 novembre 2018  | 4 840 000       | 19,0 %          | 1er        | [ 22 ]    |
| 1      | 2    | La Dernière Chasse      | 26 novembre 2018  | 4 430 000       | 19,4 %          | 1er        | [ 22 ]    |
| 1      | 3    | Le Jour des cendres     | 3 décembre 2018   | 4 120 000       | 16,8 %          | 1er        | [ 23 ]    |
| 1      | 4    | Le Jour des cendres     | 3 décembre 2018   | 3 870 000       | 17,4 %          | 1er        | [ 23 ]    |
| 1      | 5    | La Croisade des enfants | 10 décembre 2018  | 4 230 000       | 16,4 %          | 2e         | [ 24 ]    |
| 1      | 6    | La Croisade des enfants | 10 décembre 2018  | 3 980 000       | 17,5 %          | 2e         | [ 24 ]    |
| 1      | 7    | Leçons de ténèbres      | 17 décembre 2018  | 4 160 000       | 16,6 %          | 2e         | [ 25 ]    |
| 1      | 8    | Leçons de ténèbres      | 17 décembre 2018  | 3 870 000       | 17,1 %          | 2e         | [ 25 ]    |
| 2      | 1    | Innocentes              | 6 janvier 2020    | 4 650 000       | 19,5 %          | 1er        | [ 26 ]    |
| 2      | 2    | Innocentes              | 6 janvier 2020    | 4 290 000       | 20,1 %          | 1er        | [ 26 ]    |
| 2      | 3    | Furta sacra             | 13 janvier 2020   | 4 220 000       | 18,1 %          | 1er        | .         |
| 2      | 4    | Furta sacra             | 13 janvier 2020   | 3 960 000       | 18,1 %          | 1er        | .         |
| 2      | 5    | Kenbaltyu               | 20 janvier 2020   | 3 900 000       | 16,8 %          | 1er        | [ 28 ]    |
| 2      | 6    | Kenbaltyu               | 20 janvier 2020   | 3 610 000       | 17,5 %          | 1er        | [ 28 ]    |
| 2      | 7    | La Lignée de verre      | 27 janvier 2020   | 3 880 000       | 16,6 %          | 2e         | [ 29 ]    |
| 2      | 8    | La Lignée de verre      | 27 janvier 2020   | 3 760 000       | 17,7 %          | 1er        | [ 29 ]    |
| 3      | 1    | Lune noire              | 8 mars 2021       | 4 500 000       | 18,2 %          | 1er        | [ 30 ]    |
| 3      | 2    | Lune noire              | 8 mars 2021       | 4 220 000       | 18,9 %          | 1er        | [ 30 ]    |
| 3      | 3    | Rédemption              | 15 mars 2021      | 4 170 000       | 17,0 %          | 2e         | [ 31 ]    |
| 3      | 4    | Rédemption              | 15 mars 2021      | 3 850 000       | 17,7 %          | 2e         | [ 31 ]    |
| 3      | 5    | XXY                     | 22 mars 2021      | 4 260 000       | 17,3 %          | 2e         | [ 32 ]    |
| 3      | 6    | XXY                     | 22 mars 2021      | 3 820 000       | 17,6 %          | 2e         | [ 32 ]    |
| 3      | 7    | Jugement dernier        | 29 mars 2021      | 3 890 000       | 15,5 %          | 2e         | [ 33 ]    |
| 3      | 8    | Jugement dernier        | 29 mars 2021      | 3 610 000       | 16,3 %          | 2e         | [ 33 ]    |
| 4      | 1    | Kovenkore               | 19 septembre 2022 | 3 080 000       | 13,9 %          | 3e         | [ 34 ]    |
| 4      | 2    | Kovenkore               | 19 septembre 2022 | 2 920 000       | 15,0 %          | 3e         | [ 34 ]    |
| 4      | 3    | Anima Obscura           | 26 septembre 2022 | 2 670 000       | 12,0 %          | 3e         | [ 35 ]    |
| 4      | 4    | Anima Obscura           | 26 septembre 2022 | 2 350 000       | 11,8 %          | 3e         | [ 35 ]    |
| 4      | 5    | La dernière vague       | 3 octobre 2022    | 2 600 000       | 11,7 %          | 3e         | [ 36 ]    |
| 4      | 6    | La dernière vague       | 3 octobre 2022    | 2 350 000       | 12,3 %          | 3e         | [ 36 ]    |
| 4      | 7    | La scène                | 10 octobre 2022   | 2 630 000       | 11,4 %          | 3e         | [ 37 ]    |
| 4      | 8    | La scène                | 10 octobre 2022   | 2 210 000       | 10,9 %          | 3e         | [ 37 ]    |

Légende
- Les plus hauts chiffres d'audience
- Les plus bas chiffres d'audience

### Distinctions

#### Récompense
- Festival Polar de Cognac 2019 : Grand prix du film francophone de télévision pour Kenbaltyu (saison 2, épisodes 11 et 12 de David Morley)
- Prix UCMF 2020 : meilleure musique de fiction TV pour David Reyes, pour la saison 2

#### Nominations et sélections
- Festival de la fiction TV de La Rochelle 2018 : présentation de l'épisode Le Jour des cendres[38]
- MASA Awards 2019 : nomination pour la meilleure musique de générique d'une série télévisée  (David Reyes)[39]

## Anecdotes
- La série est la suite du roman éponyme de Jean-Christophe Grangé. L'intrigue se déroule de nombreuses années après l'affaire de Guernon.
- Jean-Christophe Grangé a tiré un roman de la première enquête de la première saison La Dernière Chasse. L'adjointe de Niémans y possède les traits de Camille ainsi que de nombreux points de son passé mais son nom diffère : elle devient Ivana Bogdanovic dans le roman, et est d'origine croate avec une enfance très violente davantage décrite que dans la série.
- Dans l'épisode La Lignée de verre, la série fait une référence directe au roman d'origine, quand Niémans laisse un mot dans une église, directement adressé à Fanny Ferreira, personnage crucial des Rivières pourpres.
- Dans ce même épisode La Lignée de verre le rôle du commissaire Gaillard est tenu par l'acteur Serge Riaboukine[40] alors même que celui-ci incarnait le rôle du Père Vincent dans le film Les Rivières pourpres 2 : Les Anges de l'apocalypse. Il s'opposait alors au personnage du commissaire Niémans.
- En fonction des chaînes (et donc des pays), les épisodes des première et seconde saisons n'ont pas été diffusés dans le même ordre. L'ordre de diffusion peut différer de l'ordre d'écriture et de tournage ou encore de la liste présente sur le DVD.
  - Concernant la première saison, l'épisode Leçons de ténèbres est le dernier à avoir été tourné[41]. Le Jour des cendres est bien la deuxième enquête (contrairement à la liste de diffusion du DVD)[38].
  - Concernant la seconde saison, l'épisode Innocentes était initialement le dernier de la saison[42], mais a été déplacé en ouverture de la nouvelle salve d'épisodes. La Lignée de verre est tourné en tant que troisième enquête[43], mais devient de ce fait le final de la seconde saison selon la diffusion française de la série.